# Фотоелектричен ефект
Фотоелектричен ефект (фотоелектронна емисия) е физично явление, което се състои в отделянето на електрони от повърхността на дадено вещество при облъчването му със светлина. Фотоефектът е открит от Хайнрих Херц през 1887 г., а законът, с който се обяснява (на основата на хипотезата на Макс Планк), е изведен от Алберт Айнщайн през 1905 г., за което получава Нобелова награда за физика през 1921 г.
1. Скоростта и кинетичната енергия на отделените електрони зависи от честотата на падащата светлина. За всяка повърхност съществува минимална честота на падащата светлина, наречена червена граница на фотоефекта, при която се наблюдава емисия на електрони.
2. Скоростта и кинетичната енергия на фотоелектроните не зависят от интензивността на лъчението.
3. Броят на фотоелектроните, фототокът, зависи право пропорционално от интензивността на падащата светлина.

Уравнението на Айнщайн се дава с:
{\displaystyle hf=\phi +E_{k_{max}}\,}
където
- h е константата на Планк,
- f е честотата на падащия фотон,
- {\displaystyle \phi =hf_{0}\ } е работата или минималната енергия, необходима да избие електрон от повърхността на метала,
- {\displaystyle E_{k_{max}}={\frac {1}{2}}mv_{m}^{2}} е максималната кинетична енергия на избитите електрони,
- f0 е червената граница
- m е масата на избития електрон,
- {\displaystyle v_{m}} е неговата скорост.

Според квантовата теория светлината се излъчва, поглъща и разпространява на порции – кванти. Според тази теория светлината взаимодейства с веществото като частица, наречена фотон. Вероятността да бъдат погълнати едновременно два или повече фотона е много малка при обикновените светлинни интензивности, но с откриването на лазерите това става възможно.
Фотоефектът бива външен и вътрешен. При външния фотоефект избитите електрони напускат повърхността на облъченото вещество, докато при вътрешния фотоефект те остават в обема му и повишават неговата проводимост.